# Wangental
Das Wangental ist ein Tal im schweizerischen Kanton Schaffhausen und dem deutschen Landkreis Waldshut.

## Geographie
Das Wangental liegt zwischen den Dörfern Jestetten in Deutschland und Osterfingen im schweizerischen Klettgau und durchquert den Höhenzug Randen. Nördlich des Tals liegt der Südranden, südlich der Kleine Randen. Das Tal bildet ein Stück weit die deutsch-schweizerische Grenze.
Der erst im 16. Jahrhundert zur Entwässerung des versumpften Tals künstlich ausgehobene Seegraben durchfließt das Wangental in westlicher Richtung. Das Wasser gelangt über die Wutach in den Rhein. Hart an der Grenze auf deutschem Gebiet liegt der kleine Wüster See. Sein Wasser fließt durch den Bitzibrunnengraben ostwärts Richtung Jestetten und dort direkt in den Rhein.
Hoch über dem Tal thront auf dem Südranden die Ruine Radegg. Gegenüber auf dem Kleinen Randen liegt auf einer Hochebene das Pferdegestüt Albführen.

## Geschichte
In den 1850er-Jahren bestanden Pläne, die Badische Hauptbahn von Basel nach Konstanz durch das Wangental nach Jestetten und Schaffhausen zu führen. Die Pläne wurden wieder aufgegeben. Am 13. Juni 1863 wurde die Strecke der Badischen Hauptbahn von Waldshut nach Konstanz über Erzingen und Beringen führend eröffnet.
Das Wangental ist auf Schweizer Gebiet ein Nationales Schutzgebiet, auf der deutschen Seite liegt zwischen Baltersweil und Jestetten das Naturschutzgebiet Kapellenhalde - Wüster See.